# Currie Cup 1999
La Currie Cup de 1999 fue la sexagésima primera edición del principal torneo de rugby provincial de Sudáfrica.
El campeón fue el equipo de Golden Lions quienes obtuvieron su noveno campeonato.

## Clasificación
| Pos. | Equipo              | Encuentros | Encuentros | Encuentros | Encuentros | Tantos | Tantos | Tantos | Puntos Bonus | Puntos |
| Pos. | Equipo              | PJ         | PG         | PE         | PP         | F      | C      | Dif    | PB           | Puntos |
| ---- | ------------------- | ---------- | ---------- | ---------- | ---------- | ------ | ------ | ------ | ------------ | ------ |
| 1.º  | Golden Lions        | 13         | 11         | 0          | 2          | 457    | 239    | +218   | 7            | 51     |
| 2.º  | Natal Sharks        | 13         | 10         | 0          | 3          | 458    | 272    | +186   | 11           | 51     |
| 3.º  | Free State Cheetahs | 13         | 10         | 0          | 3          | 512    | 285    | +227   | 7            | 47     |
| 4.º  | SWD Eagles          | 13         | 9          | 0          | 4          | 450    | 295    | +155   | 9            | 45     |
| 5.º  | Blue Bulls          | 13         | 8          | 1          | 4          | 483    | 346    | +137   | 7            | 41     |
| 6.º  | Griqualand West     | 13         | 7          | 0          | 6          | 441    | 328    | +113   | 11           | 39     |
| 7.º  | Mighty Elephants    | 13         | 7          | 1          | 5          | 302    | 287    | +15    | 5            | 35     |
| 8.º  | Border Bulldogs     | 13         | 7          | 0          | 6          | 313    | 323    | −10    | 6            | 34     |
| 9.º  | Mpumalanga Pumas    | 13         | 6          | 0          | 7          | 344    | 362    | −18    | 8            | 32     |
| 10.º | Falcons             | 13         | 5          | 1          | 7          | 332    | 341    | −9     | 8            | 30     |
| 11.º | Western Province    | 13         | 5          | 1          | 7          | 358    | 365    | −7     | 7            | 29     |
| 12.º | Boland Cavaliers    | 13         | 3          | 0          | 10         | 319    | 518    | −199   | 10           | 22     |
| 13.º | Griffons            | 13         | 1          | 0          | 12         | 302    | 726    | −424   | 5            | 9      |
| 14.º | North West          | 13         | 0          | 0          | 13         | 228    | 612    | −384   | 4            | 4      |

|  | Semifinalistas. |

### Semifinal
| 2 de septiembre | Natal Sharks | 45 - 8 | Free State Cheetahs | Kings Park Stadium, Durban |  |

| 2 de septiembre | Golden Lions | 81 - 21 | SWD Eagles | Ellis Park Stadium, Johannesburgo |  |

### Final
| 9 de septiembre | Natal Sharks | 9 - 32 | Golden Lions | Kings Park Stadium, Durban |  |

### Campeón
| Bandera de Sudáfrica |
| Campeón Golden Lions |
| Noveno título        |